# Dee
Dee az Amerikai Egyesült Államok északnyugati részén, Oregon állam Hood River megyéjében elhelyezkedő önkormányzat nélküli település.

## Története
Névadója Thomas Duncombe Dee, az Oregon Lumber Company részvényese, akinek saját tulajdonú vízműve, közvilágítási hálózata, valamit szállodája is volt. A fűrészüzem 1906-ban nyílt meg, továbbá itt volt a Mount Hood Railroad vasútállomása is. A településen 1915-ben kétszázötvenen éltek, ez a szám 1940-re száz főre csökkent. A területet 1958-ban eladták az Edward Hines Lumber Companynek, amely az épületeket lebontotta.

## Gazdaság
A folyóvölgyben egykor a japán diaszpóra gyümölcstermesztésből élő tagjai éltek; az első kivándorlók a vasúttársaság és a fűrészüzem alkalmazottai voltak. Az 1920-as években itt élő 35 nikkei család közösségi házat alapított.
A közeli áfonyaültetvény húsz éven át Wayne H. Fawbush szenátor tulajdonában állt.

## Fordítás
- Ez a szócikk részben vagy egészben  a   Dee, Oregon című angol Wikipédia-szócikk ezen változatának fordításán alapul.  Az eredeti cikk szerkesztőit annak laptörténete sorolja fel. Ez a jelzés csupán a megfogalmazás eredetét és a szerzői jogokat jelzi, nem szolgál a cikkben szereplő információk forrásmegjelöléseként.